# Cratichneumon pygmaeus
Cratichneumon pygmaeus là một loài tò vò trong họ Ichneumonidae.